# Ö-teorin
Ö-teorin även kallad ö-biografisk jämviktsteori eller ö-ekologi, är en ekologisk teori som behandlar artrikedom, artspridning och mångfald.
Teorin grundades i slutet av 1960-talet av forskarna MacArthur och Wilson. Teorin utvecklades genom att man studerade och sammanställde fakta över artantalet av diverse växter och djur på olika, ofta mycket isolerade, oceaniska öar. Teorin blev banbrytande, delvis på grund av idén att arter i ekologiska samhällen inte är statiska utan befinner sig i en konstant dynamisk omvandling, och dessutom att det finns ett samband mellan artrikedomen och habitatens areal. Det var visserligen redan känt att artantalet minskar ju längre från fastlandet en ö ligger, oavsett om ön är stor eller liten (Wallace, 1869). Men MacArthur och Wilson sammanfattade observationerna till en modell som bygger på att  artrikedomen bland fåglar på en ö beror på att de olika fåglarnas ankomst respektive utdöende på varje ö ställer in sig på en jämviktsnivå som är beroende av öns storlek och avstånd till fastlandet. Sambanden bygger på att utdöendet är arealberoende medan nykolonisationen är beroende av isolationsgraden. I denna teori finns antagandet om att artrikedom bestäms av ett dynamiskt ekvilibrium, en balans mellan lokalt utdöende och immigration.